# Патрік Кадду
Патрік Кадду (англ. Patrick Kaddu, нар. 9 жовтня 1995) — угандійський футболіст, який грає на позиції флангового півзахисника або нападника у клубі «Кампала Сіті Каунсіл» та національній збірній Уганди.

## Клубна кар'єра
Патрік Кадду розпочав займатись футболом у юнацьких командах столиці Уганди Кампали. У 2011 році він отримав запрошення до клубу вищого угандійського дивізіону «Марунс», проте в основі команди не закріпився, і в 2014 році перейшов до клубу «Кіїра Янг», в якій провів один сезон, у якому відзначився 6 проведеними м'ячами у вищому угандійському дивізіоні, за підсумками якого команда вибула до другого дивізіону.
з початку сезону 2015—2016 років Кадду повернувся до складу «Марунс», у першому сезоні в якому відзначившись 8 забитими м'ячами. Проте за підсумками сезону команда вибула до другого дивізіону. У наступному сезоні Патрік Кадду став кращим бомбардиром другого угандійського дивізіону, відзначившись 18 забитими м'ячами.
До складу клубу «Кампала Сіті Каунсіл» приєднався 2017 року. У першому сезоні в новому клубі став срібним призером першості країни, а в кінці року став разом із командою володарем Кубка Уганди, забивши у фіналі переможний м'яч та ставши кращим бомбардиром розіграшу кубку. Наступного року Кадду разом із командою став переможцем першості країни. У 2019 році футболіст перейшов до марокканського клубу «Ренессанс Беркан», керівництво якого наступного року віддало угандійського гравця в нетривалу оренду до єгипетського клубу «Ісмайлі». У 2020—2021 роках Кадду грав у складі марокканського клубу другого дивізіону «Юссуфія Беррешид». У 2021 році Патрік Кадду повернувся до складу клубу «Кампала Сіті Каунсіл».

## Виступи за збірну
2018 року дебютував в офіційних матчах у складі національної збірної Уганди. На 15 липня 2019 року зіграв у складі збірної 11 матчів, у яких відзначився 2 забитими м'ячами. У складі збірної був учасником Кубка африканських націй 2019 року в Єгипті.

## Титули і досягнення
- Чемпіон Уганди (1):

«Кампала Сіті Каунсіл»: 2018—2019
- Володар Кубку Уганди (1):

«Кампала Сіті Каунсіл»: 2018
- Кращий бомбардир Кубку Уганди : 2018 (7 м'ячів)